# Perfetta illusione
Perfetta illusione è un film italiano del 2022 diretto da Pappi Corsicato.

## Trama
Milano. Toni e Paola sono una felice coppia in carriera, lui lavora come consulente in una Spa, lei gestisce un negozio di scarpe. I loro progetti però sono incrinati dall'improvviso licenziamento di Toni, a causa di una segnalazione di Chiara, che si propone di offrirgli un nuovo lavoro in una galleria d'arte. Infatti il sogno di Toni è sempre stato quello della pittura. Tuttavia tra i due nasce una tresca amorosa, e Toni dovrà cercare di mantenere segreto il rapporto con Paola.

## Distribuzione
Il film è stato presentato il 1º dicembre 2022 fuori concorso al Torino Film Festival 2022 ed è stato distribuito nelle sale cinematografiche italiane il successivo 15 dicembre.